# Pietro Bagatti Valsecchi
Pietro Bagatti Valsecchi (Milano, 15 aprile 1802 – Milano, 27 novembre 1864) è stato un pittore e miniaturista italiano.

## Biografia
Pietro Bagatti Valsecchi nacque a Milano il 15 aprile 1802, da Giuseppe Bagatti e da Cristina Anelli; dopo la morte del padre, nel 1808, fu adottato nel 1824 dal barone Lattanzio Valsecchi (1755-1836), secondo marito della madre. La sua carriera scolastica culminò con la laurea di Matematica e Fisica all'Università degli Studi di Pavia, ma si dedicò prevalentemente all'arte, dimostrandosi molto versatile grazie alla della competenza in varie tecniche pittoriche che sviluppò frequentando l'Accademia di belle arti di Brera e formandosi con corsi di studio a Parigi e a Ginevra, nella miniatura su materiali quali avorio, smalto, vetro, metallo e porcellana, tecniche poco praticate in Italia. Rappresentante dell'ambiente artistico lombardo nel periodo intermedio fra il Neoclassicismo e il Romanticismo, Bagatti Valsecchi in queste attività si mise in evidenza, al punto che nel 1832, l'ingegnere Giovanni Alessandro Majocchi gli dedicò un suo Manuale di geometria per le Arti e pei Mestieri.
Partecipò a numerose mostre artistiche, come a Milano, Venezia, Londra, e Parigi, dove espose al Salon des Beaux Arts nel 1837 le sue opere (smalti) intitolate Maria Stuarda che sale al patibolo, La partenza di Cristoforo Colombo, La famiglia di Pietro Rossi si oppone alla sua partenza per Venezia, oltre che il dipinto su porcellana Lo studio di Raffaello, suscitando
grandi consensi. Il 4 marzo 1842 ricevette onorificenze dall'impero austriaco, e l'imperatore stesso acquistò la pittura su porcellana intitolata Raffaello e la Fornarina. Verso il 1845 omaggiò Carlo Alberto di Savoia con lo smalto Il riposo di Diana, ispirato da un'opera di Pelagio Palagi. Oltre all'attività artistica Bagatti Valsecchi svolse incarichi politici e sociali, come l'incarico di consigliere comunale della sua città natale dal 1842 al 1856.
Tra le sue opere più importanti si possono menzionare: Ritratto di Pelagio Palagi, 1838 (Museo municipale di Torino); Maria Stuarda che sale al patibolo, miniatura su avorio tratta da un'opera di Francesco Hayez (collezione Bagatti Valsecchi, Milano); La toletta di Giunone, miniatura su avorio (collezione Bagatti Valsecchi, Milano); venti miniature donate alla Biblioteca Ambrosiana di Milano dai figli Fausto e Giuseppe, includenti alcune porcellane quali L'apoteosi di Napoleone, Eva coi figli, Lo studio di Raffaello, La Maddalena nel deserto; Ritratto di Giuditta Pasta, smalto donato da Pietro Bagatti Valsecchi alla Società del Giardino di Milano; sei vetrate, tratte dall'opera di Carlo Bellosio, raffiguranti la Vita di sant'Alberto; Lucia Mondella che in abito da sposa attende alla finestra l'arrivo di Renzo, grande vetrata tratta dall'opera di Eliseo Sala (1856, Biblioteca Ambrosiana, Milano); Santa Tecla nell'arena dei leoni, grande vetrata ispirata da Mauro Conconi, presente sulla facciata del duomo di Milano dal 10 gennaio 1861; una serie di vetrate e di dipinti a vetrate conservati nella villa Bagatti Valsecchi a Varedo (provincia di Milano).
Pietro Bagatti Valsecchi morì a Milano il 27 novembre 1864.

## Opere
- Maria Stuarda che sale al patibolo (smalto, 1837);
- La partenza di Cristoforo Colombo (smalto, 1837);
- La famiglia di Pietro Rossi si oppone alla sua partenza per Venezia (smalto, 1837);
- Lo studio di Raffaello (porcellana, 1837);
- Ritratto di Pelagio Palagi (1838);
- Raffaello e la Fornarina (porcellana, 1842);
- Il riposo di Diana (smalto, 1845);
- Lucia Mondella che in abito da sposa attende alla finestra l'arrivo di Renzo (vetrata, 1856);
- Santa Tecla nell'arena dei leoni (vetrata, 1857);
- Maria Stuarda che sale al patibolo (avorio);
- La toletta di Giunone (avorio);
- L'apoteosi di Napoleone (porcellana);
- Eva coi figli (porcellana);
- Lo studio di Raffaello (porcellana);
- La Maddalena nel deserto (porcellana);
- Ritratto di Giuditta Pasta (smalto);
- Vita di sant'Alberto (vetrate).